# 舞木検査場
舞木検査場（まいぎけんさじょう、Maigi Inspection Yard）は、愛知県岡崎市舞木町にある、名古屋鉄道の車両工場である。
名古屋本線の藤川駅と名電山中駅の間（名電山中駅寄り）にある。1997年（平成9年）3月12日に竣工した。従来の鳴海工場が鳴海駅付近高架化により1997年（平成9年）に移転してきたもので、新川検車区に併設されていた新川工場の機能も同時に移管されている。当初の名称は舞木定期検査場であったが、2000年（平成12年）に現在の名称に改称した。
2000年（平成12年）6月19日に国際環境規格 ISO14001 を取得した。

## 概要
本線系の車両のほか、検査を受託している名古屋市交通局7000形、瀬戸線車両の台車・床下機器など様々な車両の検査を行っている。敷地面積は約 46,000 m2 。留置線3本（有効長8両が2本、10両が1本）、引上線1本（6両）のほか、長さ約 400 m の試運転用の線路を有する。名古屋本線への出入りは豊橋寄りにある舞木信号場を介して行われるが、舞木信号場や名電山中駅では折り返しができないため、名古屋方面へ出入りする場合は本宿駅で折り返している。

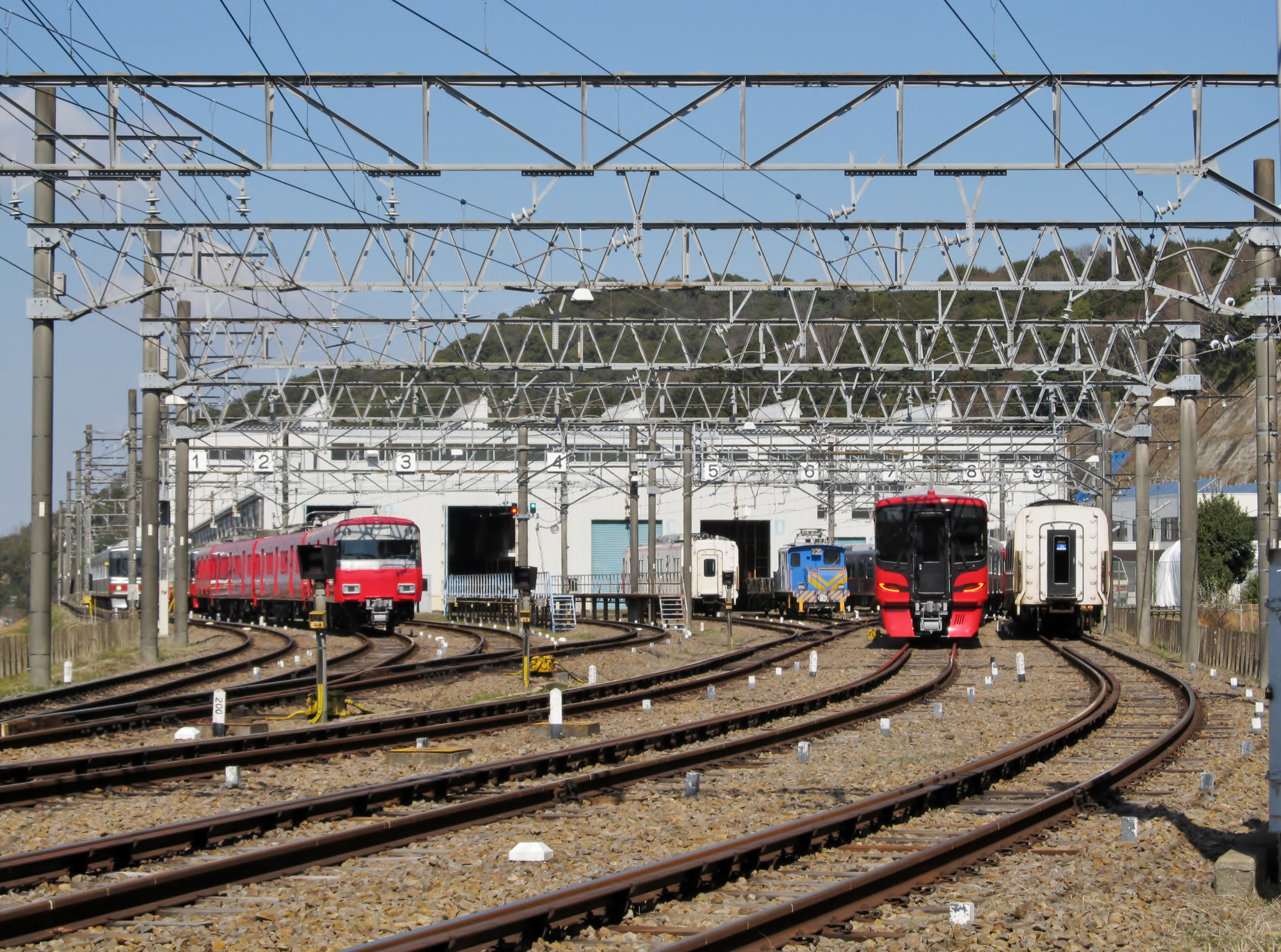
検査場構内
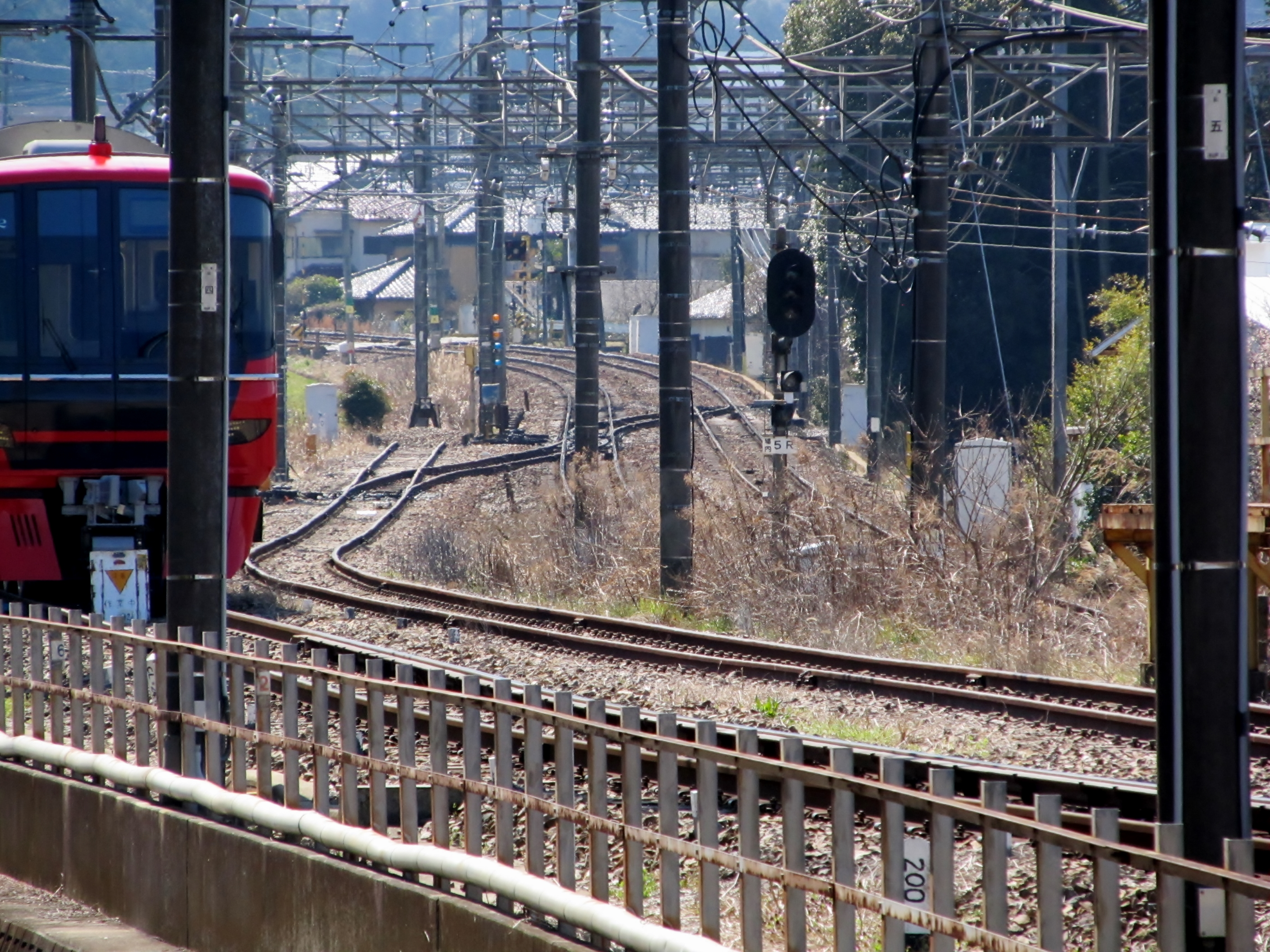
舞木信号場

## 職場
職場は台車職場、電動機職場、電機職場、制動職場、車体職場に分けられる。
台車職場
台車を車両から分離した後、台車トラバーサーで台車職場まで運びこみ、台枠、軸箱、車輪などに分解して整備をする。
電動機職場
主電動機を台車から外し整備する。直流モータの場合、ブラシ交換や整流子の整備が行われるが、交流モータは内部を掃除するだけである。補助電源装置（電動発電機、静止形インバータ）、コンプレッサーなども整備する。
電機職場
制御装置などを整備する。VVVFの場合はメンテナンスフリーであり、整備が容易であるが、抵抗制御、界磁添加励磁制御などは複雑なカムモータ、接点、カムなどがあり、より整備が必要となる。他にはマスコン、車掌スイッチ、行先表示器、放送アンプ、パンタグラフ、空調機器などが整備されている。
制動職場
警笛、レベリングバルブ、ブレーキ装置などを整備する。
車体職場
車内のカーテン整備、車体の塗装などを行う。3300系などのステンレス車両は塗装する部分が運転台部分を除くとないので、赤い電車よりもメンテナンスフリーではあるが、実際には細かい汚れを落とすため前工程で「水研ぎ」と呼ばれる作業を行っている。日本で初めて床下機器の汚れをドライアイスで落とす装置が導入されている。
構内入換車
構内入換用として、除籍された電気機関車の旧デキ300形303号が機械扱いで使用されている。また、検修建屋内の入換用としてアント工業製の軌陸両用入換機（機械扱い）も使用されている。

## 駅配線図
|            | 舞木検査場 配線略図 | → 本宿方面 |
|            | ↓ 東岡崎方面        |            |
| 凡例 出典: |                     |            |

## 保存車両
検査場内には、名鉄築港線（大江-東名古屋港間）で行われていた、HSSTの実験車両（HSST-100形）と、3400系のモ3401号、5500系5517号（チョコツートン）の前頭部、8800系8803号の展望室部分と台車が静態保存されている。
また、2008年（平成20年）12月より、7000系のモ7001-7002号が静態保存された。このうち、モ7001号は登場当時の姿に復元して保存されている。7000系は、同年11月9日に臨時列車「フェニックスエンブレム復活運転」として本宿から伊奈まで運転した後、舞木検査場へ回送された。また、モ7002号の行先系統板には下部に「まいぎ」と表記されていた。

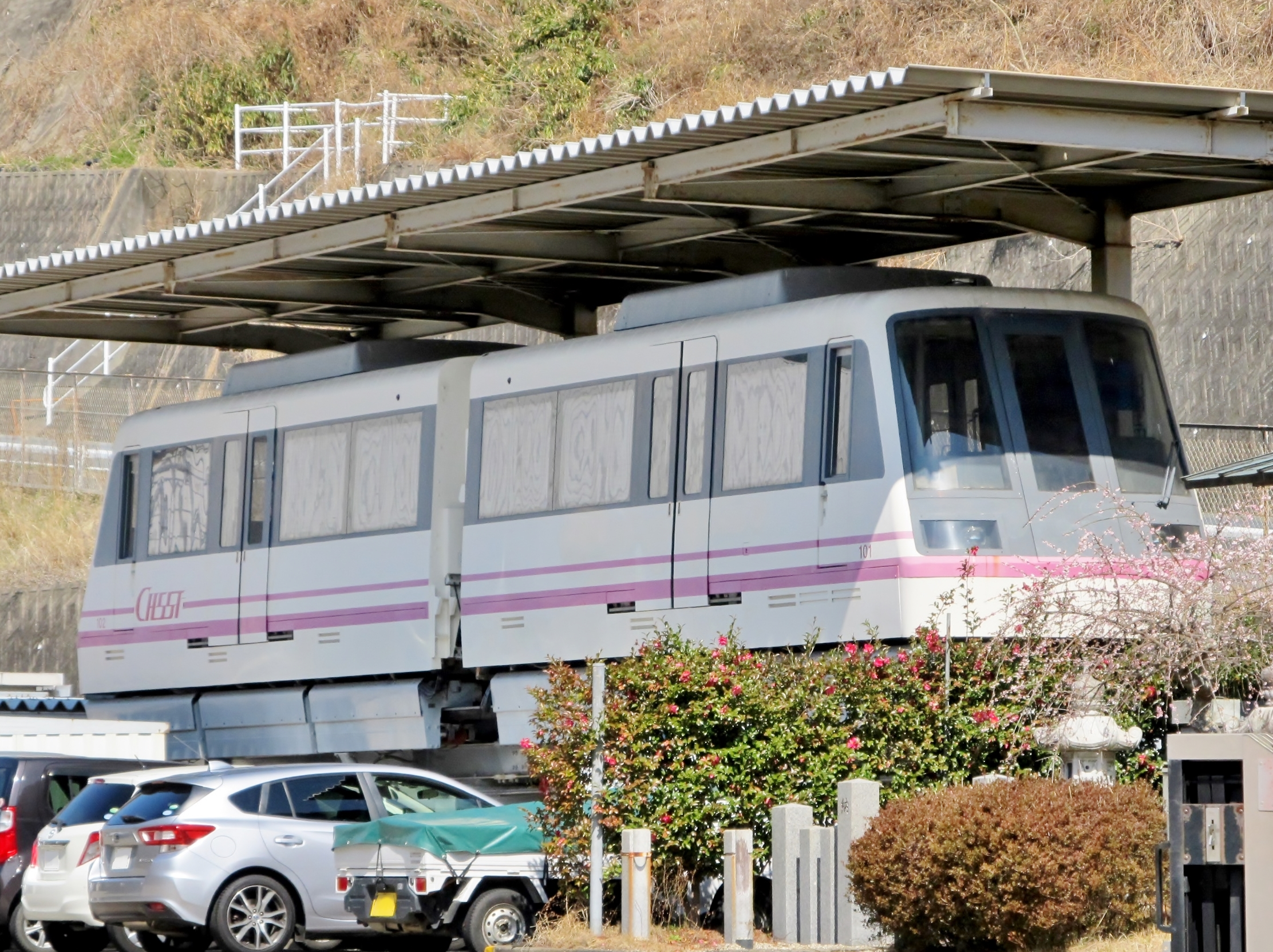
HSST-100形
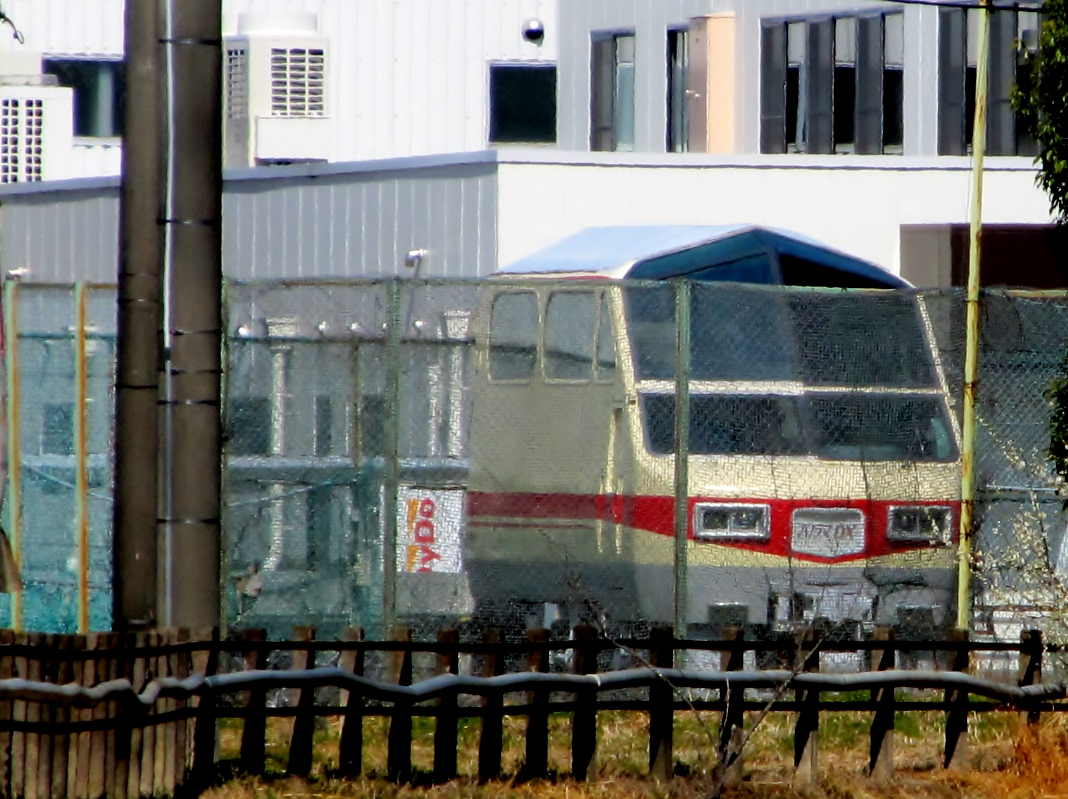
8800系

## その他
愛知環状鉄道からえちぜん鉄道に譲渡されたMC6001形・MC6101形の両運転台化などの改造は、当検査場に併設されていた名鉄住商工業舞木工場（名鉄住商工業はのちに名鉄へ統合され消滅している）で行われた。
2022年（令和4年）4月23日、家族向け鉄道イベントである「第14回名鉄でんしゃまつり」が舞木検査場で開催された。新型コロナウイルス感染拡大により2020年（令和2年）と2021年（令和3年）は中止されたため、3年ぶりの開催となった。

## 周辺
- 国道1号